# No Gazebo

No gazebo (em polonês: W altanie) é uma pintura a óleo do pintor realista polonês Aleksander Gierymski, feito em 1882. Está exposto no Museu Nacional de Varsóvia, Polônia.

## Descrição
A pintura mostra um encontro social de um grupo de aristocratas com roupas do século XVIII, em um dia de verão em um jardim. No centro estão quatro figuras conversando e sentadas em uma mesa e uma pessoa de pé ao lado delas. Sobre a mesa há uma toalha de mesa branca, copos e um decantador com metade de seu volume com vinho. O fundo consiste em uma grade à direita e algumas árvores juntamente com outro grupo de pessoas sentadas em uma mesa à esquerda. No canto inferior esquerdo da pintura está um homem inclinado na frente de uma fonte e algumas plantas em um vaso. A pintura foi feita com cores claras, profundas e vivas que recriam um encontro acalorado de um dia quente de verão.

## Análise
No gazebo foi pintado por Gierymski em 1882 após sua estadia em Roma e é considerado como a abordagem do artista ao impressionismo. Foi também um protesto contra a associação de que suas obras eram principalmente representações da vida dos pobres, que era um traço característico das primeiras pinturas do artista. Ele queria demonstrar aos críticos que técnicas realistas da expressão artística dele poderiam retratar vários tipos de cenas, inclusive aquelas relacionadas à vida das classes altas. O artista prestou grande atenção aos detalhes e decidiu pintar as vestimentas das figuras do quadro com roupas elegantes do século anterior como forma de demonstrar seus talentos artísticos. A obra de Gierymski pode ser comparada aos impressionistas franceses contemporâneos daquela época, embora ele ainda não tivesse estado em Paris e não houvesse evidências de que ele tivesse analisado essas obras.